# Zbrodnia w Skolem
Zbrodnia w Skolem – zbrodnia dokonana 5 września 1943 przez nacjonalistów ukraińskich na ludności narodowości polskiej. Miejscem zbrodni było Skole w gminie Skole, w powiecie stryjskim.
W latach 1943–1944 Ukraińcy z OUN-UPA zamordowali na peryferiach miasta lub drogach dojazdowych 31 Polaków.